# Festa della Repubblica Indiana
La Festa della Repubblica Indiana onora la data in cui la Costituzione dell'India è entrata in vigore come carta di governo in sostituzione del Government of India Act del 1935.
La Costituzione fu adottata dall'Assemblea Costituente indiana il 26 novembre 1949 ed entrò in vigore il 26 gennaio 1950 con un sistema di governo democratico, completando la transizione del paese verso la repubblica indipendente. Il 26 gennaio fu scelto come festa della Repubblica perché era in questo giorno del 1929 quando la Dichiarazione di Indipendenza Indiana (Purna Swaraj) fu proclamata dal Congresso Nazionale Indiano in contrapposizione allo status di Dominion offerto dal Regime britannico.

## Storia della Festa della Repubblica
L'India ottenne l'indipendenza dal Raj britannico il 15 agosto 1947 a seguito del movimento d'indipendenza indiano . L'indipendenza fu ottenuta attraverso l'Indian Independence Act del 1947 (10 e 11 Geo 6 c 30), un atto del Parlamento del Regno Unito che ha diviso l'India britannica nei due nuovi domini indipendenti del Commonwealth britannico (in seguito Commonwealth di Nazioni). L'India ottenne l'indipendenza il 15 agosto 1947 come monarchia costituzionale con Giorgio VI come capo di Stato e il conte Louis Mountbatten come governatore generale. Il paese, tuttavia, non aveva ancora una costituzione permanente; invece le sue leggi erano basate sul Government of India Act del 1935. Il giorno 28 agosto 1947 fu nominato il comitato di redazione per redigere una costituzione permanente, con il dott. B. R. Ambedkar come presidente. Mentre il Giorno dell'Indipendenza dell'India celebra la sua libertà dal dominio britannico, la Festa della Repubblica celebra l'entrata in vigore della sua costituzione. Una bozza di costituzione era stata preparata dal comitato e presentata all'Assemblea costituente il 4 novembre 1947. L'Assemblea si riunì, in sessioni aperte al pubblico, per 166 giorni, per un periodo di due anni, 11 mesi e 18 giorni prima dell'adozione della Costituzione. Dopo molte deliberazioni e alcune modifiche, il 30 gennaio 1950 i 308 membri dell'Assemblea firmarono due copie scritte a mano del documento (una in lingua hindi e una in inglese). Due giorni dopo, il 26 gennaio 1950, entrò in vigore in tutta la nazione. In quel giorno iniziò il primo mandato del dottor Rajendra Prasad come presidente dell'Unione indiana. L'Assemblea costituente divenne il Parlamento dell'India in base alle disposizioni transitorie della nuova Costituzione. Questa data è celebrata in India come Festa della Repubblica. 

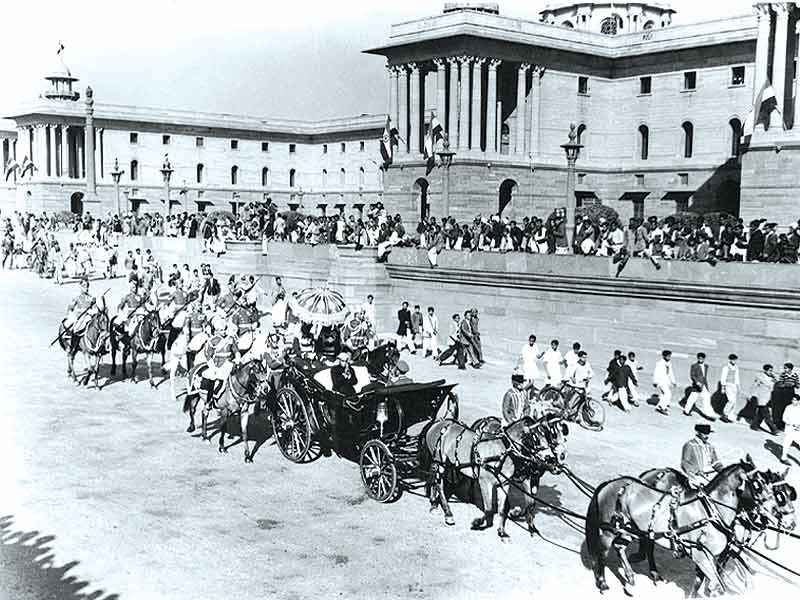
La presidente Rajendra Prasad (nella carrozza trainata da cavalli) si prepara a prendere parte alla prima parata della Festa della Repubblica a Rajpath, Nuova Delhi, nel 1950.

La principale celebrazione della Festa della Repubblica si tiene nella capitale, Nuova Delhi, presso il Rajpath davanti al Presidente dell'India. In questo giorno, al Rajpath si svolgono parate cerimoniali, che vengono eseguite in omaggio all'India; la sua unità nella diversità e nel ricco patrimonio culturale.

### Parata
La Parata della Festa della Repubblica, organizzata dal Ministero della Difesa, si tiene nella capitale, Nuova Delhi. A partire dalle porte del Rashtrapati Bhavan (la residenza del Presidente), Raisina Hill su Rajpath oltre l'India Gate, questo evento è l'attrazione principale dei tre giorni di celebrazioni della festa. La sfilata mette in mostra la capacità di difesa, il patrimonio culturale e sociale dell'India.
Da nove a dodici diversi reggimenti dell'esercito indiano oltre alla Marina, e l'Aeronautica con le loro bande marciano in tutta la loro raffinatezza e livree ufficiali. Il Presidente dell'India, che è il comandante in capo delle forze armate indiane, prende il saluto. Dodici contingenti di varie forze para-militari dell'India ed altre forze civili prendono parte a questa parata.

### Ritirata
La cerimonia di battuta in ritirata si tiene dopo aver indicato ufficialmente la fine dei festeggiamenti per la Festa della Repubblica. Si svolge la sera del 29 gennaio, il terzo giorno dopo la Festa della Repubblica. È eseguita dalle tre ali dell'esercito, le forze di terra, la marina  e l'aeronautica. La sede è la collina di Raisina e una piazza adiacente, Vijay Chowk, fiancheggiata dal blocco nord e sud del Rashtrapati Bhavan (Palazzo del Presidente) verso la fine del Rajpath.
Ospite principale della funzione è il Presidente dell'India che arriva scortato da un'unità di cavalleria. Quando arriva il presidente, il comandante di unità ordina di dare il Saluto Nazionale, seguito dall'esecuzione dell'inno nazionale indiano, Jana Gana Mana . L'esercito sviluppa la cerimonia di esibizione da parte delle bande di massa in cui prendono parte bande militari, bande di cornamuse e tamburi, cornettisti e trombettieri di vari reggimenti dell'esercito oltre a bande della marina e dell'aeronautica che suonano brani popolari come Abide With Me, inno preferito di Mahatma Gandhi e Saare Jahan Se Achcha alla fine.

### Distribuzione del premio
Alla vigilia della festa della Repubblica il presidente dell'India distribuisce i Padma Awards ai civili dell'India ogni anno. Si tratta del premio più importante dopo il Bharat Ratna, che è il più alto riconoscimento civile in India. Questo premio viene assegnato in tre categorie, vale a dire. Padma Vibhushan, Padma Bhushan e Padma Shri, in ordine decrescente di importanza. 
- Padma Vibhushan per "servizio eccezionale e distinto". Padma Vibhushan è il secondo premio civile più alto in India.
- Padma Bhushan per "distinto servizio di alto livello". Padma Bhushan è il terzo più alto riconoscimento civile in India.
- Padma Shri viene premiata per il "servizio distinto". Padma Shri è il quarto premio civile più alto in India.

Pur se onorificenze nazionali, i Padma Awards non includono indennità in denaro, benefici o concessioni speciali nel trasporto ferroviario / aereo. Secondo una sentenza della Corte suprema dell'India del dicembre 1995 né al Bharat Ratna né ad alcuno dei premi Padma è associato alcun titolo o onorificenza; gli onorati non possono usarne le iniziali come suffissi, prefissi prima o dopo il loro nome. Ciò include tale uso su carta intestata, biglietti d'invito, poster, libri ecc. In caso di uso improprio, il vincitore perderà il premio e verrà ammonito contro tale uso improprio al ricevimento dell'onore.
La decorazione comprende un sanad (certificato) rilasciato per mano e sigillo del presidente, e un medaglione. I destinatari ricevono anche una copia del medaglione, che possono indossare durante qualsiasi cerimonia / funzione di Stato, ecc., se lo desiderano. Il giorno della cerimonia di investitura viene inoltre pubblicato un opuscolo commemorativo che fornisce brevi dettagli su ciascun premiato.

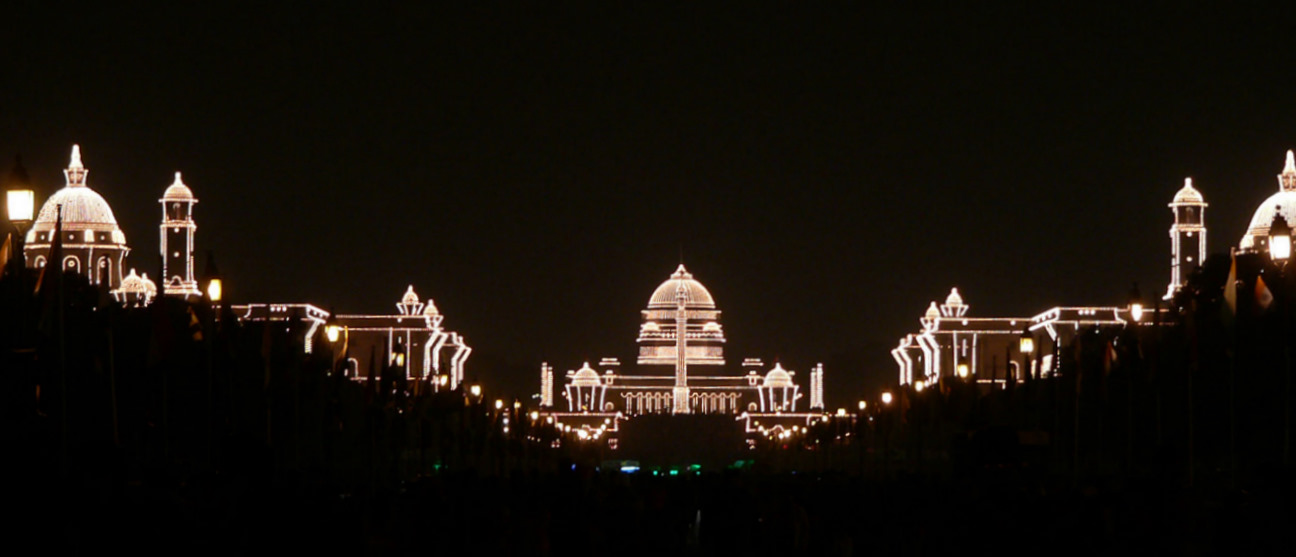
Gli edifici sulla collina di Raisina tra cui Rashtrapati Bhavan, illuminati durante la Festa della Repubblica 2008.
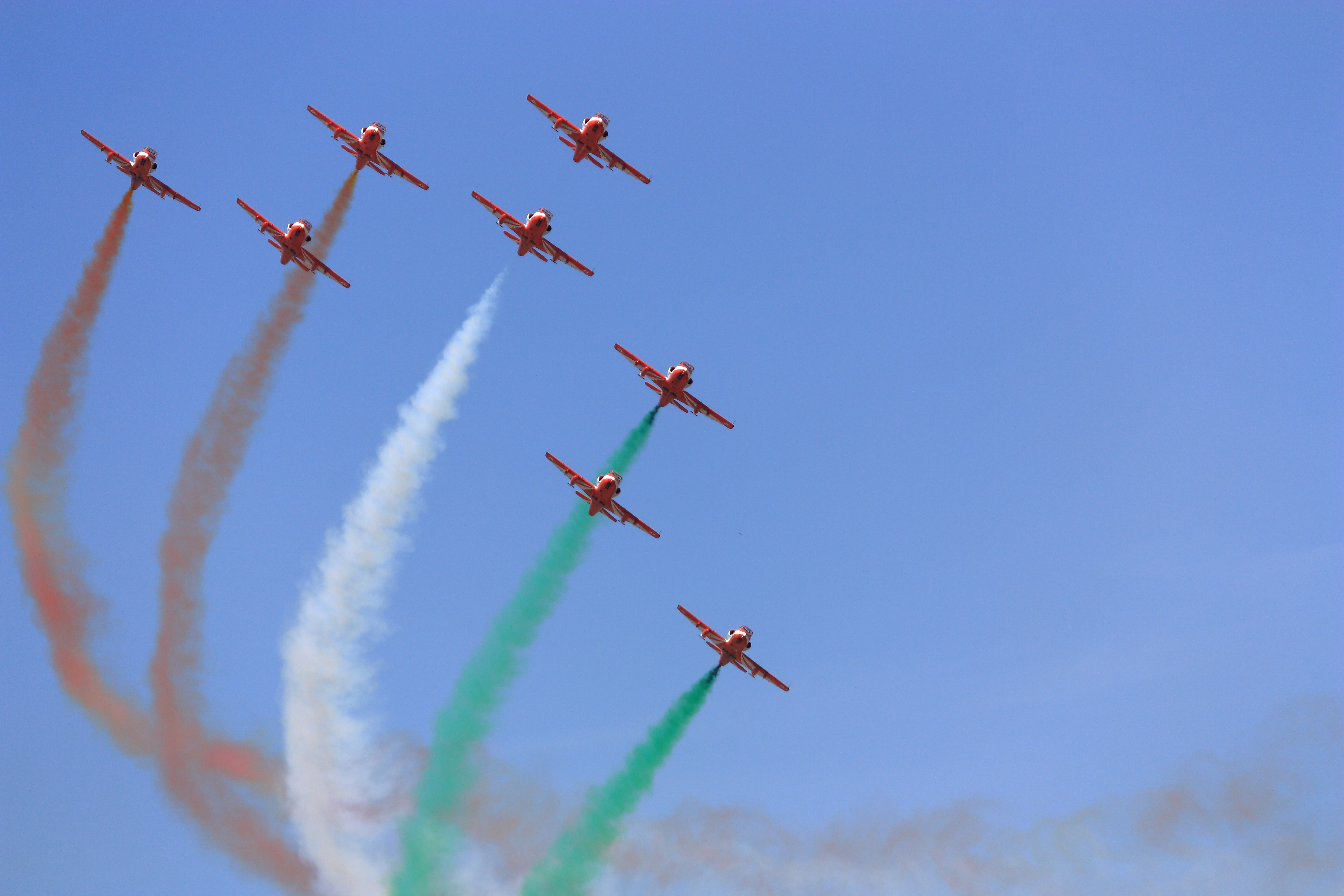
Squadra aerea acrobatica che mostra tricolore.
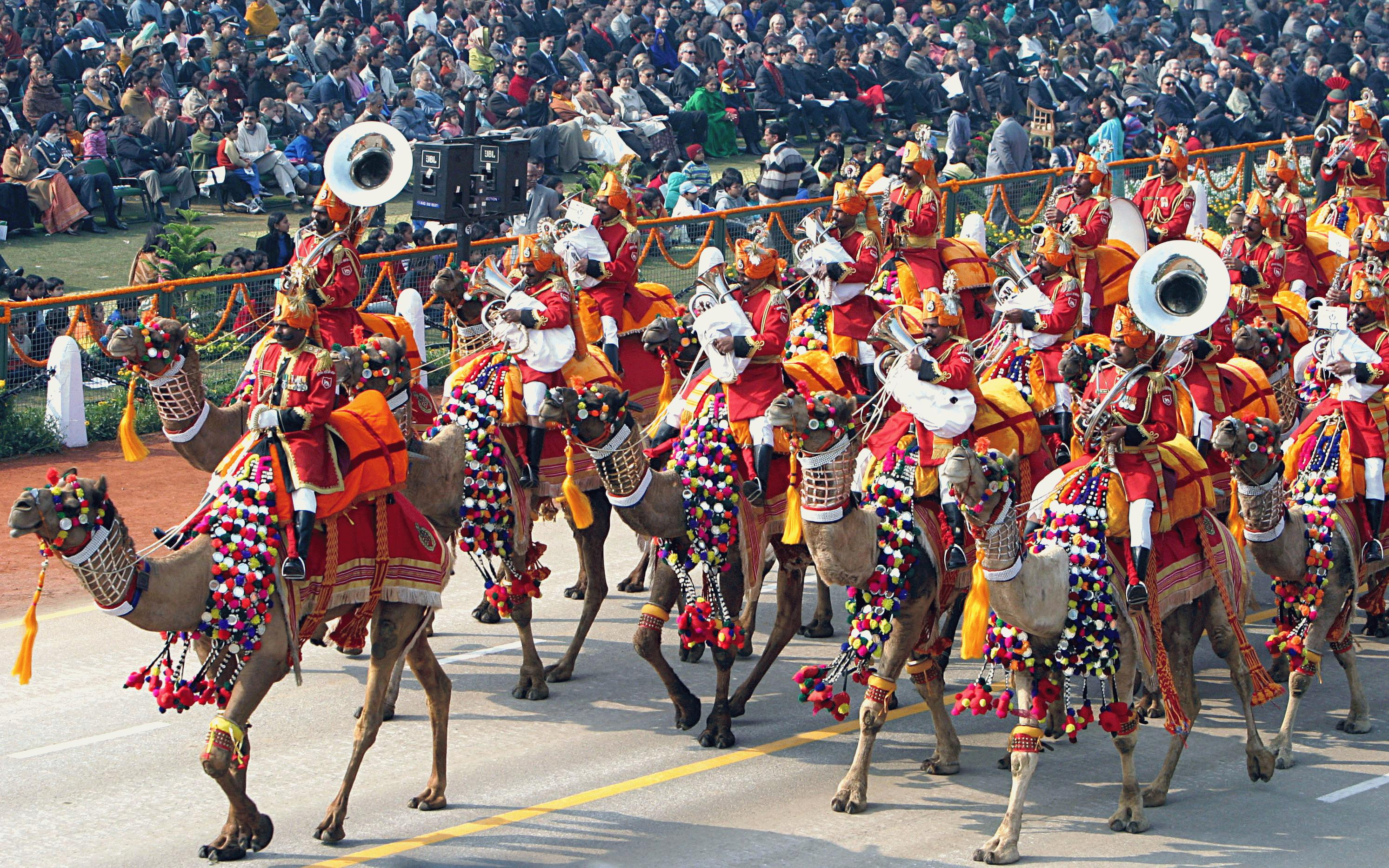
Personale delle forze di sicurezza di frontiera nella Festa della Repubblica.

## Ospiti principali della parata della Festa della Repubblica
5 volte (Francia, Regno Unito)
     4 volte (Bhutan, Russia/URSS)
     3 volte (Indonesia, Mauritius)
     2 volte (Brasile, Giappone, Nepal, Nigeria, Pakistan, Filippine, Singapore, Sudafrica, Sri Lanka, Thailandia, Vietnam)
     Una volta
     Non invitati

I paesi sono stati invitati come ospiti principali per la parata della Festa della Repubblica. La Jugoslavia (due volte invitata) non è stata rappresentata nella mappa.
5 volte (Francia, Regno Unito)
4 volte (Bhutan, Russia/URSS)
3 volte (Indonesia, Mauritius)
2 volte (Brasile, Giappone, Nepal, Nigeria, Pakistan, Filippine, Singapore, Sudafrica, Sri Lanka, Thailandia, Vietnam)
Una volta
Non invitati

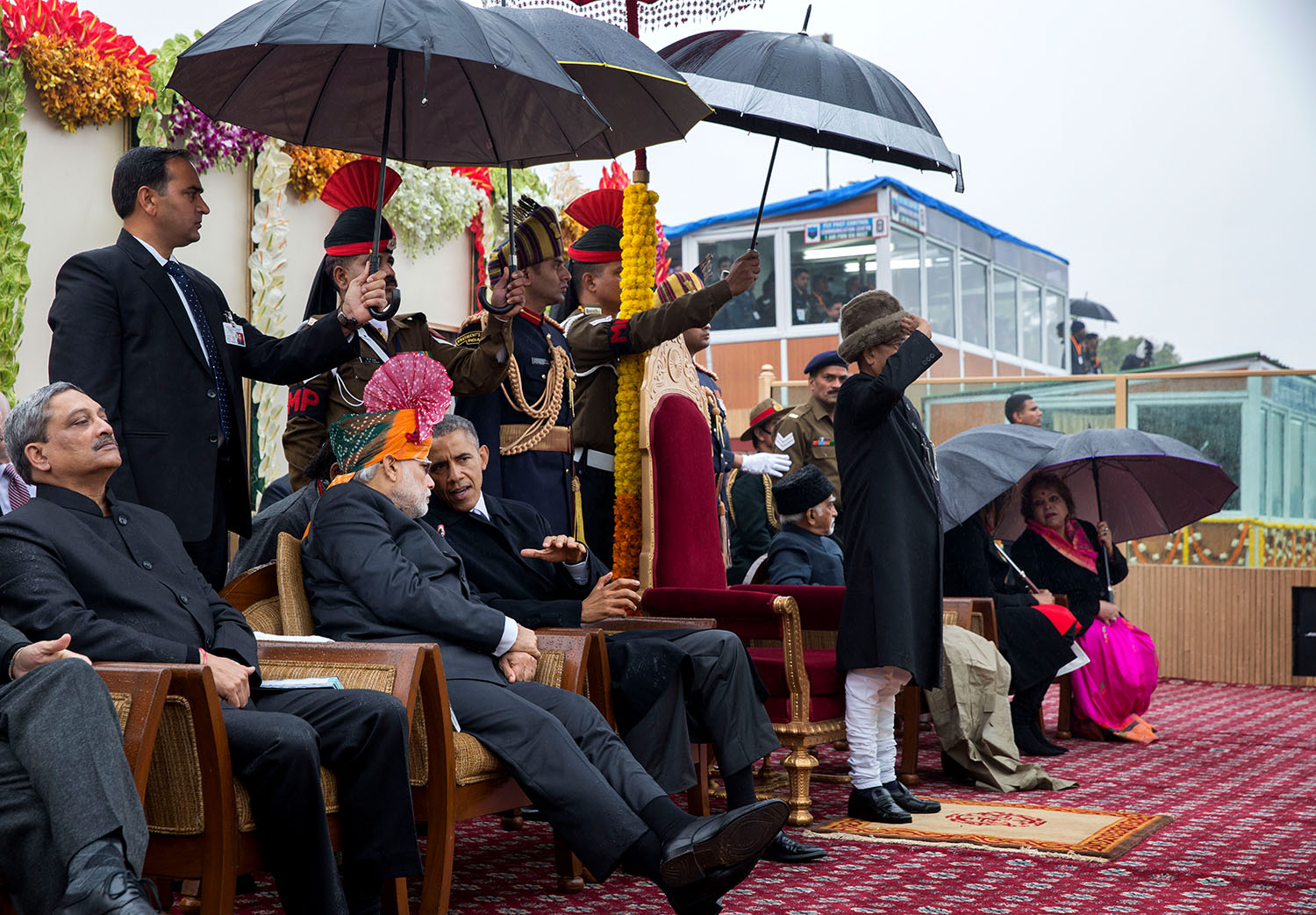
Il presidente statunitense Barack Obama discute con il presidente Narendra Modi durante la parata del 2015

Dal 1950 l'India ospita il capo di Stato o di governo di un altro paese come ospite d'onore per le celebrazioni della Festa della Repubblica a Nuova Delhi. Fino al 1954 le celebrazioni della Festa della Repubblica furono organizzate in diversi luoghi (come l'Irwin Stadium, Kingsway, Red Fort e Ramlila Grounds). Quando dal 1955 la sfilata nella sua forma attuale è organizzata a Rajpath il paese ospite viene scelto sulla base di interessi strategici, economici e politici. Durante gli anni '50 -'70, numerosi paesi non allineati e del blocco orientale furono ospitati dall'India. Nel 1968 e nel 1974, l'India ospitò due paesi nello stesso giorno della Repubblica.
Gli inviti si suddividono geograficamente così: 
| Regione                             | inviti | paesi |
| ----------------------------------- | ------ | --- |
| Asia centrale e meridionale         | 14     | Afghanistan, Bhutan (4 volte), Kazakistan, Maldive, Myanmar, Nepal (due volte), Pakistan (due volte), Sri Lanka (due volte)                                                                  |
| Asia orientale e sudorientale       | 19     | Brunei, Cambogia (due volte), Cina, Indonesia (tre volte), Giappone (due volte), Laos, Malesia, Filippine, Singapore (due volte), Corea del Sud, Thailandia (due volte), Vietnam (due volte) |
| Asia occidentale e Africa sahariana | 4      | Algeria, Iran, Arabia Saudita, Emirati Arabi Uniti |
| Africa occidentale                  | 2      | Nigeria (due volte) |
| Africa centrale e meridionale       | 3      | Repubblica Democratica del Congo, Sudafrica (due volte) |
| Africa dell'est                     | 5      | Mauritius (tre volte), Tanzania, Zambia |
| Europa orientale                    | 8      | Bulgaria, Polonia, Jugoslavia (due volte), URSS / Russia (4 volte) |
| Europa occidentale e Nord America   | 17     | Belgio, Danimarca, Francia (5 volte), Grecia, Irlanda, Portogallo, Spagna, Regno Unito (5 volte), USA (una volta)                                                                            |
| America Latina e Caraibi            | 2      | Messico, Trinidad e Tobago |
| Sud America                         | 4      | Argentina, Brasile (due volte), Perù |
| Oceania                             | 1      | Australia |